# Italiani Fantastici e dove trovarli
Italiani Fantastici e dove trovarli è un programma televisivo italiano prodotto da Inside Man Films per Rai. Il programma utilizza candid camera ed “esperimenti sociali” per esplorare i caratteri, pregiudizi, principi e valori tradizionali degli italiani.

## Episodi
Ogni episodio è strutturato intorno a casistiche create ad hoc al fine di suscitare reazioni reali e genuine, riprese da telecamere nascoste. Lo spettatore televisivo si ritrova nella condizione di domandarsi come si comporterebbe lui in quella determinata situazione.
Il conduttore, Alessandro Di Sarno, introduce e commenta le varie situazioni con il supporto di un pannello di “esperti”, offrendo al pubblico spunti di riflessione sulle dinamiche sociali rappresentate.
Gli esperimenti proposti spaziano da eventi di vita privata o di cronaca, come un licenziamento comunicato via SMS, o controversie legate a eventi sportivi, fino a tematiche legate alla discriminazione e al pregiudizio.
Alcuni esempi:
- Non è un paese per bimbi: genitori valutano l'iscrizione dei figli a un reality show controverso.
- Pillola magica: si apre il dilemma sull'uso di sostanze non testate sui minori.
- Maternità contro carriera: va in scena il conflitto tra scelte professionali e familiari.
- Corriere della droga: viene avanzata una proposta di lavoro sospetta a un pensionato.
- Influencer del diavolo: il tema è quello della promozione di prodotti cosmetici pericolosi.
- La ragazza imbavagliata: è attualizzato il classico test sulla propensione all'aiuto.

## Antecedenti
Il cuore del format risiede nell’utilizzo della candid camera come strumento per cogliere la “vera natura” degli individui quando non sono consapevoli di essere osservati. 
Questa tecnica - già ampiamente utilizzata in passato in programmi come Specchio Segreto del 1964, la prima candid camera italiana a cui Italiani Fantastici e dove trovarli rende esplicitamente omaggio attraverso remake e commenti ai filmati originali dell'epoca - viene reinterpretata per rispecchiare le problematiche e i dilemmi della società contemporanea.
Le influenze dichiarate sono:
- Specchio Segreto
- Amici miei
- Gli scherzi del “Pesce d'aprile” di Orson Welles